# Radanovići (Kotor)
Pour les articles homonymes, voir Radanovići.
Radanovići (en serbe cyrillique : Радановићи) est un village du sud-ouest du Monténégro, dans la municipalité de Kotor.

## Démographie

### Évolution historique de la population
| 1948 | 1953 | 1961 | 1971 | 1981 | 1991 | 2003 |
| ---- | ---- | ---- | ---- | ---- | ---- | ---- |
| 34   | 56   | 79   | 174  | 203  | 179  | 663  |